# Изобретение Вальса
«Изобретение Вальса» — драма Владимира Набокова, относящаяся к русскому периоду его творчества. Была опубликована в 1938 году, впервые поставлена на сцене в 1968 году.

## Сюжет
Главный герой пьесы, Сальвадор Вальс, изобретает аппарат, с помощью которого можно вызывать взрывы на любом расстоянии. Он рассказывает о своём изобретении военному министру, тот его выгоняет, приняв за сумасшедшего, но всё меняется, когда ровно в полдень взрывается вершина горы, видная из министерского кабинета. Вальс становится правителем страны. Его цель — добиться всеобщего мира, но он сталкивается со множеством сложностей и понимает, что больше всего ему нужна любовь одной девушки. В финале герой просыпается. Выясняется, что он уснул, дожидаясь приёма министра, и что никакого изобретения нет: Вальс действительно сумасшедший.

## Создание и оценки
Набоков написал пьесу в сентябре 1938 года. Она была опубликована в том же году в журнале «Русские записки» (№ 11). 10 декабря 1938 года в парижском «Русском театре» должна была состояться премьера, но её отменили из-за разногласий между режиссёром постановки Юрием Анненковым и театральной дирекцией. Первые театральные постановки состоялись только в 1968 году: на русском языке в Оксфордском университете, на английском — в Истсайдском театре в Сент-Поле. До этого, в 1965 году, в США был опубликован перевод «Изобретения Вальса» на английский язык.
Разные рецензенты видели в «Изобретении Вальса» связь с «Балаганчиком» Александра Блока, с «Легендой о Великом Инквизиторе» Фёдора Достоевского, с концепцией Максимилиана Волошина о театре и трёх видах сновидений, с определением вальса в «Евгении Онегине» («однообразный и безумный»). Источником сюжета могла стать пьеса Карела Чапека «Белая болезнь» (1937), источником общей концепции — пьеса Педро Кальдерона «Жизнь есть сон».
Набоков настаивал на том, что в его пьесе, написанной накануне Второй мировой войны, нет никакого «политического послания». В дальнейшем ему приходилось напоминать читателям о том, что атомное оружие было изобретено уже после создания пьесы.